# 埃本·拜尔斯
埃比尼澤·麥克伯尼·拜尔斯（英語：Ebenezer McBurney Byers，1880年4月12日—1932年3月31日），昵稱埃本（Eben），美國社交名流、運動員和實業家。1906年美國高爾夫業餘賽冠軍。因為服用镭补（一種當時流行的由溶解在水中的鐳製成的專利藥品）而死於由輻射誘發的癌症。

## 生平
埃本·拜爾斯是實業家亞歷山大·拜爾斯（Alexander Byers）之子。他在聖保羅學校和耶魯大學接受了教育，並在那裡以運動員的身份出名。他是1906年的美國業餘高爾夫賽冠軍，在此之前他在1902年和1903年獲得了亞軍。後來他成為了由他父親創辦的吉拉德鋼鐵公司（Girard Iron Company）的董事長。
1927年，拜爾斯從鐵路卧鋪上摔了下來，弄傷了胳膊。因為他持續的疼痛，一位醫生建議他服用镭补，這是一種由威廉·J. A. 貝利製造的專利藥物。貝利從哈佛大學輟學後，謊稱自己是醫學博士，並通過出售鐳補而致富。镭补是一種鐳的水溶液，貝利聲稱這種溶液可以刺激內分泌系統。他為醫生提供了每劑處方1/6的回扣。
拜爾斯開始每天服用幾劑鐳補，認為它給了自己一種“健康的感覺”，但在1930年10月（服用了大約1400劑后）當這種效果消退時停止服藥。他的體重減輕，出現了頭痛的症狀，牙齒開始脫落。1931年，聯邦貿易委員會要求他就自己的經歷作證，但他病得太重，無法出行，因此委員會派了一名律師到他家取得他的陳述。律師報告說，拜爾斯的“整個上頜骨，除了兩顆門牙，和大部分下頜都被切除了”，“他身上所剩的骨組織都在瓦解，他的頭骨上正在形成一些洞。”
拜爾斯於1932年3月31日去世，死因用當時的術語為“輻射中毒”（radiation poisoning），但是是由於癌症，而不是急性辐射综合症。他被裝在一個鉛襯的棺材裏，埋葬在了賓夕法尼亞州匹茲堡的阿利蓋尼公墓。

## 影響
拜爾斯的死得到了公衆的注意，提高了人們對於放射性“治療”的危險性的認識。
聯邦貿易委員會發佈了一項針對貝利的生意的命令，要求他“停止並終止他們迄今為止就镭补的治療價值提出的各種陳述，以及關於該產品的無害聲明”。後來貝利在紐約創立了“鐳研究所”（Radium Institute），並銷售放射性皮帶夾、放射性鎮紙和據稱可以使水具有放射性的機器。

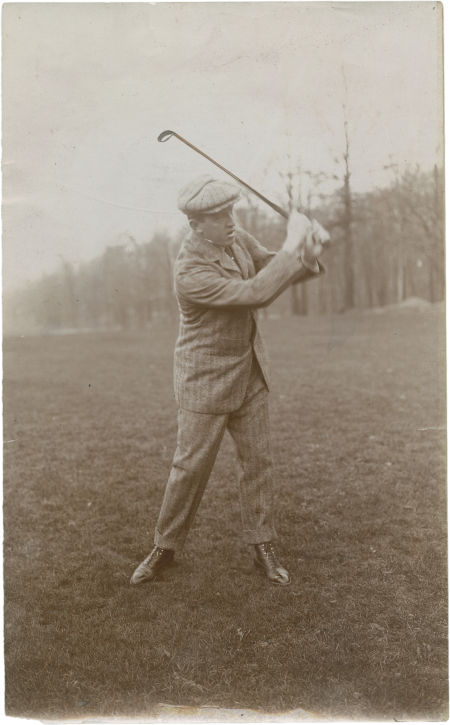
20世紀20年代的埃本·拜爾斯

1965年拜爾斯的屍體被挖掘出，麻省理工學院物理學家羅布利·埃文斯估計拜爾斯的鐳總攝入量約為1000微居里（37百萬貝克）。

## 成績

### 業餘賽獲勝
| 年份   | 比賽       | 成績 | 亞軍      |
| ------ | ---------- | ---- | --------- |
| 1906年 | 美國業餘賽 | 2 up | 喬治·萊昂 |

### 歷年成績
| 賽事       | 1900 | 1901 | 1902 | 1903 | 1904 | 1905 | 1906 | 1907 | 1908 | 1909 |
| ---------- | ---- | ---- | ---- | ---- | ---- | ---- | ---- | ---- | ---- | ---- |
| 美國公開賽 |      |      |      |      |      |      |      |      | CUT  |      |
| 美國業餘賽 | R16  | R16  | 2    | 2    | R16  | QF   | 1    | SF   | QF   |      |
| 英國業餘賽 |      |      |      |      | R32  |      |      | R128 |      |      |
| 比賽       | 1910 | 1911 | 1912 | 1913 | 1914 | 1915 | 1916 | 1917 | 1918 | 1919 |
| 美國業餘賽 | R32  | R32  | R32  | R16  | R16  | R32  | R32  | NT   | NT   | DNQ  |
| 賽事       | 1920 | 1921 | 1922 | 1923 | 1924 | 1925 | 1926 |      |      |      |
| 美國業餘賽 | DNQ  |      |      |      |      |      | DNQ  |      |      |      |

NT = 無比賽
DNQ = 未獲取比賽資格
CUT = 未晉級
R128, R64, R32, R16, QF（四分之一決賽）, SF（半決賽） = 選手輸掉比賽的回合

## 延伸閱讀
- Roger, M. Macklis. . 科學美國人. 1993年8月, 269 (2): 94–99. Bibcode:1993SciAm.269b..94M. PMID 8351514. doi:10.1038/scientificamerican0893-94.